# Chrysopa julia
Chrysopa julia är en insektsart som beskrevs av Navás 1927. Chrysopa julia ingår i släktet Chrysopa och familjen guldögonsländor. Inga underarter finns listade i Catalogue of Life.